# Francesc Soler (jurisconsult)
Francesc Soler (Perpinyà, segle xvi - Perpinyà, segle xvii) va ser un advocat, professor i rector de la universitat de Perpinyà i estudiós del dret.

## Biografia
Provenia d'una família d'advocats i es doctorà en dret. Segons la GEC va ser rector de la universitat de Perpinyà el 1599. El Dictionnaire Capeille indica a la seva llista de rectors que un Francesc Soler (o dues persones homònimes) regí la institució els anys 1589 i 1599; mentre que la primera data és corroborada per l'antiquíssim recull Llibre dels quatre claus la segona no hi apareix (la relació de rectors hi és incompleta). Francesc Soler ensenyava dret a la universitat rossellonesa el 1604 i fou degà de la Facultat de dret el 1607. S'establí a Barcelona, i entre en els anys 1611-1634 hi publicà diversos llibres i opuscles de caràcter jurídic o legal en català i llatí.
Com a donzell (un membre inferior de l'estament militar), s'assimilava a la noblesa nord-catalana menor. El 20 de maig del 1620, a l'Assemblea de la "Confraria d'Il·lustres Cavallers i Persones Nobles de Sant Jordi, Cavaller i Màrtir" de Perpinyà, un Francesc Soler hi fou reconegut com a cavaller i persona noble; a la mateixa assemblea també hi assistí Montserrat Arquer, que havia estat rector de la universitat de la universitat rossellonesa el 1588 i això donaria versemblança (pels paral·lels entre els dos personatges) que el Soler ennoblit en l'ocasió fos la mateixa persona que també havia estat rector de la institució educativa.

## Obres
Atès que en el segle xvii es registra més d'un Francesc Soler autor d'escrits legals, les atribucions d'autoria i algunes datacions de les obres següents, basades en el catàleg col·lectiu del CBUC, no es poden considerar definitives. Com a trets distintius, la majoria dels escrits estan signats "Franciscus Soler I.V.D. Domicellus Barcin." i porten l'advocació "Iesus Maria cum beatis Francisco Raymundo et Patiano"
- A cerca de la suppressio y extinctio dels banchs de la present ciutat de Barcelona, se suplica a V. Excelencia mane aduertir. Que los banchs nos poden leuar, sino es em Corts Generals.  Barcelona?: s.n., post. a 1612.
- Allegationes in favorem Antonii et Petri Codina, fratruum ac reorum contra procuratorem fiscalem Regiae Curiae.  Barcinone: ex typographia Gabrielis Graells & Stephani Liberos, 1615.
- Breu discurs per a intelligencia de les Corts celebradores als cathalans per la magestat de don Phelip Tercer Rey en la Corona de Arago y Comte de Barcelona en la ciutat de Lleyda lo present any de 1626 fet y compost per micer Francesch Soler Donzell en Barcelona domiciliat, dirigit al excellentissim senyor don Ioan Sentis Bisbe de Barcelona del consell de sa magestat lloctiment y capita general del Principat de Cathalunya y comtats de Rossello y Cerdanya.  Barcelona: en casa Esteve Liberos, 1626 o post.
- Brevis ac analytica explicatio ad edicta per Excellentissimum Locumtenentem Generalem in reformatione monetarum in hoc principatu Cathaloniae anno 1611 edita & promulgata : una cum responso pro quaedam universitate in quinto, quod dominus rex ex eius impositionibus praetendit.  Barchinone: ex typographia Francisci Dotil, 1611.
- Discurs de micer Francesch Soler Donzell, ab lo qual enten prouar que no conue nis pot en casa de la ciutat de Barcelona admetre en son regiment los qui tenen nom de Don, a instancia de molts cauallers y ciutadans honrats de la present ciutat.  Barcelona: en casa Sebastià de Cormellas, 1621. («exemplar digitalitzat».)
- In causa dubii villae Cervariae fortificationum arcium.  Barcelona ?: s.n., s.a..
- Anglasell V.I.D; Puigferrer V.I.D.; Tristany V.I.D.; Pineda V.I.D.; Franciscus Soler V.I.D., i altres. Iuris responsum et in iure et in facto plene verificatum et pro Viletanis.  Barcinone: apud Sebastianum & Iacobum Mathevat, 1628. («exemplar digitalitzat».)
- Memorial en dret en favor dels mercaders forasters sobre la ordinacio feta per la ciutat de Barcelona al primer de Iuny 1620 y en resposta del memorial fet per vn magnifich aduocat de la ciutat / fet per micer Francesch Soler ... ab lo qual se suplica al excellentissim señor Duch de Alcala lloctinent en Catalunya mane reuocar dita ordinacio.  Barcelona: en casa de Llorens Déu, 1620. ( exemplar digitalitzat.)
- Plet sobre la reglamentació d'enterraments entre l'alcalde i la universitat de Cervera i els oficials, vicari general i cúria eclesiàstica de Solsona i la comunitat de preveres de Cervera (Barcinone: apud Stephanum Leberós, 1627)[6]
- Pro Alexandro de Boxadors et Bvsqvets domicello, contra Michaelem Pax et Michaelem ac Ferdinandum Fiuilers domicellos & ciues honoratos Barcinone.  Barcelona?: s.n., imprimatur 1634.
- Soler, Franciscus; Puig, Raphael. Pro Anna Maria març uxore quondam Baltazaris Azia de març domicelli domini de Montcortès &c contra Franciscum de Vilallonga Destarachs domicellum, Juris allegatio.  Barcinonae: ex Typographia Stephani Liberos, 1623.
- Pro Antonio Ioanne Hort contre admodum Illustrem Reuerendum Capitulum & Canonicos Vicen..  Barcinone: ex typographia Laurentii Deu, 1624.
- Pro Catherina Folcras et Saldarriaga vidua contra Ioannem Paulum Folcras.  Barcelona?: s.n., ca 1605.
- Pro Francisco de S. Marti domicello, contra Magdalenam Garcia et Franciscum Ferrer domicellum in causa testamenti sacramentalis coram doctissimo Ludouico Besturs vertente, not. Costa.  Barcelona?: s.n., imprimatur 1633.
- Pro Francisco et Andrea Salas, et de Sancto Clemente contra Fratrem Alexandrum Vilanova & oexonomum Monasterij Sanctae Catherinae Martyris praesentis ciuitatis Barcinone & alios executores ultimae voluntatis nobilis Philippae Clariana, Iuris responsum ana executores testamenti nobilis Philippae Clariana potuerint conueniri in Regia Audentia pro solue dis legalis.  Barcinone: ex oficina Stephani Liberos, 1618.
- Pro Gaspare Oriol contra Iosephum Corder.  s.l.: s.n., s.a..
- Pro Gaspare Vidal I.V.D. contra Jacobum Elies.  Barcinone: apud Stephanum Liberòs, 1623.
- Pro Illustrissima et religiosissima marchionissa de Ardales contra Excelentissimum Ducem Cessae.  Barcelona: s.n., ca 1620.
- Pro Ioanne Baptista de Olzinelles contra nobilem Mariam Gomar & Mediona.  Barcinone: apud Stephani Liberos, 1623.
- Pro Iosepho Rius artium, et medicinae doctore, contra doctorem Ioannem Paulum març et Ialpi : super euocatione causae interpositae ad Regiam Audientieam per dictum D. Rius a procedimentis factis per magnificos conciliarios civitatis Barcinone ad relationem magnifici Monserrati Ramon.  Barcelona?: s.n., s. XVI.
- Secundum responsum pro haeredibus Pauli Amat de Çavall contra Franciscum Rossell et fratres Roigs.  Barcinone: ex typographia Stephani Liberos, s. XVI.
- Super allegata immunitate ecclesiastica per Petrum Pla, contra Fisci Procuratorem Regiae.  Barcinone: apud Stephanum Liberos, 1623.